# Sørlandssenteret
Sørlandssenteret er et indkøbscenter lokaliseret i næringsområdet Sørlandsparken ved Kristiansand Dyrepark i Kristiansand i Norge. Centeret blev bygget i 1985 og er moderniseret og udvidet i 1995 og 2008. Dagens ejere er et forsikringsselskab og Olav Thon – gruppen.
Centeret har et salgsareal på ca. 32.000 m², 115 butikker og 3000 parkeringspladser. 
Det planlægges en yderligere udvidelse af centeret. Det planlagte centeret vil få et areal på 107.000 m²; og vil drives videre under navnet Sørlandssenteret.

## Ekstern henvisning
- Sørlandssenteret, officiel hjemmeside

58°10′47″N 8°07′53″Ø / 58.17972°N 8.13139°Ø